# Pakistanapseudes leptochelatus
Pakistanapseudes leptochelatus är en kräftdjursart som beskrevs av Mihai Bacescu 1978. Pakistanapseudes leptochelatus ingår i släktet Pakistanapseudes och familjen Parapseudidae. Inga underarter finns listade i Catalogue of Life.